# Adolf zur Lippe-Biesterfeld-Weißenfeld

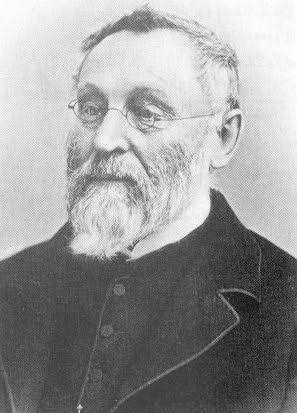
Adolph Lippe, wie er sich in den USA nannte

Adolf zur Lippe-Biesterfeld-Weißenfeld (* 11. Mai 1812 in See bei Niesky; † 23. Januar 1888 in Pennsylvania) war ein deutsch-US-amerikanischer Pionier der Homöopathie.

## Herkunft
Adolf Graf zur Lippe-Biesterfeld-Weißenfeld wurde 1812 nahe Görlitz geboren. Seine Eltern waren Ludwig Graf und Edler Herr zur Lippe-Biesterfeld-Weißenfeld (1781–1860) und dessen Frau Eleonore Auguste, geb. Gräfin  von Hohenthal (1795–1856). Der preußische Justizminister Graf Leopold zur Lippe-Biesterfeld-Weißenfeld (1815–1889) war sein jüngerer Bruder.

## Leben
Als junger Erwachsener ging er nach Berlin, um ein Jurastudium zu beginnen. 1830/31 bezog Adolf jedoch aus eigenem Antrieb die Dresdner Militärakademie. 1838 emigrierte er in die USA. 1841 schreib er sich an Constantin Herings neu gegründeter „North American Academy of the Homeopathic Healing Art“ in Allentown Pennsylvania.
In Philadelphia gründete er eine Praxis, wo er 46 Jahre lang tätig war. 1867 kam es zu einem Streit mit Hering, weil Lippe es für überflüssig hielt, am homöopathischen College einen Lehrstuhl für Pathologie einzurichten. Daraufhin gründete Hering selbst das „Hahnemann College of Philadelphia“. 1876 versöhnten sich die beiden wieder.
Lippe war ein hervorragender Kenner der Materia Medica und hielt darüber Vorlesungen an der „Allentown-Academy“. Insgesamt verfasste er mehr als 500 Schriften über seine klinischen Fälle.

## Ehe und Nachkommen
Am 24. September 1839 heiratete er die drei Jahre jüngere Theresia (Therese) Eichhorn (* 12. Mai 1815). Von seinen sechs Kindern starben drei schon im ersten Lebensjahr.
- Constantin (* 1. Juli 1840; † 1. Januar 1885)

⚭ George Anna Hood (1841–1895),
- Louise (* 6. Dezember 1842; † 1843),
- Franz Ludwig (* 29. Juni 1845; † 1845),
- Augusta Kamilla (* 27. Februar 1847; † 16. Dezember 1884),
- Helena,
- Wilhelm Alfons (* 2. Januar 1850; † 4. Juli 1912)

⚭ Elisabeth Amy Belknap (1852–1915).
Er hatte in der Zwischenzeit zum zweiten Mal geheiratet, und zwar am 4. Juni 1860 Louise Augustine d’Arcy († 19. Dezember 1890).

## Veröffentlichungen
- Key to the Materia Medica, or, Comparative Pharmacodynamic. Duffield, Philadelphia 1854 (archive.org).
- Text-Book of Materia Medica. Tafel, Philadelphia 1866 (archive.org; online).